# Warren (Ohio)
Warren es una ciudad situada en el condado de Trumbull, Ohio, Estados Unidos. Tiene una población estimada, a mediados de 2023, de 38 751 habitantes.
Es la sede del condado. 

## Geografía
La localidad está ubicada en las coordenadas 41°14′22″N 80°48′58″O / 41.23944, -80.81611 (41.239564, -80.816015). Según la Oficina del Censo, tiene una superficie total de 41.75 km², de los cuales 41.33 km² corresponden a tierra firme y 0.42 km² están cubiertos de agua.

## Demografía
Según el censo de 2020, en ese momento la ciudad tenía una población de 39 201 habitantes. La densidad de población era de 948.49 hab./km². El 62.74% de los habitantes eran blancos, el 27.92% eran afroamericanos, el 0.17% eran amerindios, el 0.39% eran asiáticos, el 0.03% eran isleños del Pacífico, el 1.15% eran de otras razas y el 7.61% eran de una mezcla de razas. Del total de la población, el 2.82% eran hispanos o latinos de cualquier raza.

## Personalidades destacadas
- Dave Grohl, baterista de Nirvana, nació en la localidad.[4]